# Idealstat
Idealstaten er forestillingen om den perfekte statsindretning – komplet med perfekt lovgivning under den perfekte styreform. Man kan enten tænke denne som noget man kan komme tæt på, men aldrig nå, eller noget der har eksisteret i en fortidig evt. mytisk guldalder. Mere sjældent kan man også hævde at idealstaten rent faktisk eksisterer i øjeblikket et sted i verden. Som begreb har 'idealstaten' haft en stor virkningshistorie indenfor især politisk filosofi.
Platon giver tilsyneladende sit bud på idealstaten i hans meget læste dialog Staten. I den fremstilles den ideelle stat ikke som demokratisk, men nærmere vidensaristokratisk (aristokrati = de bedstes styreform). Han mente at de såkaldte "oplyste" (altså dem der forstod at skelne forskellen mellem de sande idéer og de falske – filosofferne) skulle styre staten, hvorimod resten af befolkningen bare skulle passe deres erhverv.
Vigtige personer, der ytrer sig om idealstaten:
- Platon
- Niccoló Machiavelli
- Thomas Hobbes
- John Locke

| Politik | Spire Denne artikel om politik og ideologi er en spire som bør udbygges. Du er velkommen til at hjælpe Wikipedia ved at udvide den. |

| filosofi | Spire Denne filosofiartikel er en spire som bør udbygges. Du er velkommen til at hjælpe Wikipedia ved at udvide den. |